# Salem (Massachusetts)
 For alternative betydninger, se Salem. (Se også artikler, som begynder med Salem)
Salem er en by der ligger i den amerikanske stat Massachusetts i USA, ved Essex County. Den er berømt for sine hekseprocesser fra slutningen af 1600-tallet, hvor adskillige familier samledes for at jage, fange og henrette personer anklagede og mistænkte for at udøve trolddom og sort magi. Anklagede hekse blev dømt til døden ved hængning. Et andet tilfælde var Giles Corey, en ældre bonde, døde da han over en række dage blev knust under sten efter han nægtede sig skyldig i trolddom eller forbindelse med hekse.

## Salem Heksemuseum
Byen Salem har sat sit eget museum op, der omhandler Hekseprocesserne i Salem og folkene der blev henrettede og henretterne selv, og hvordan de blev henrettet.